# Saarkanal

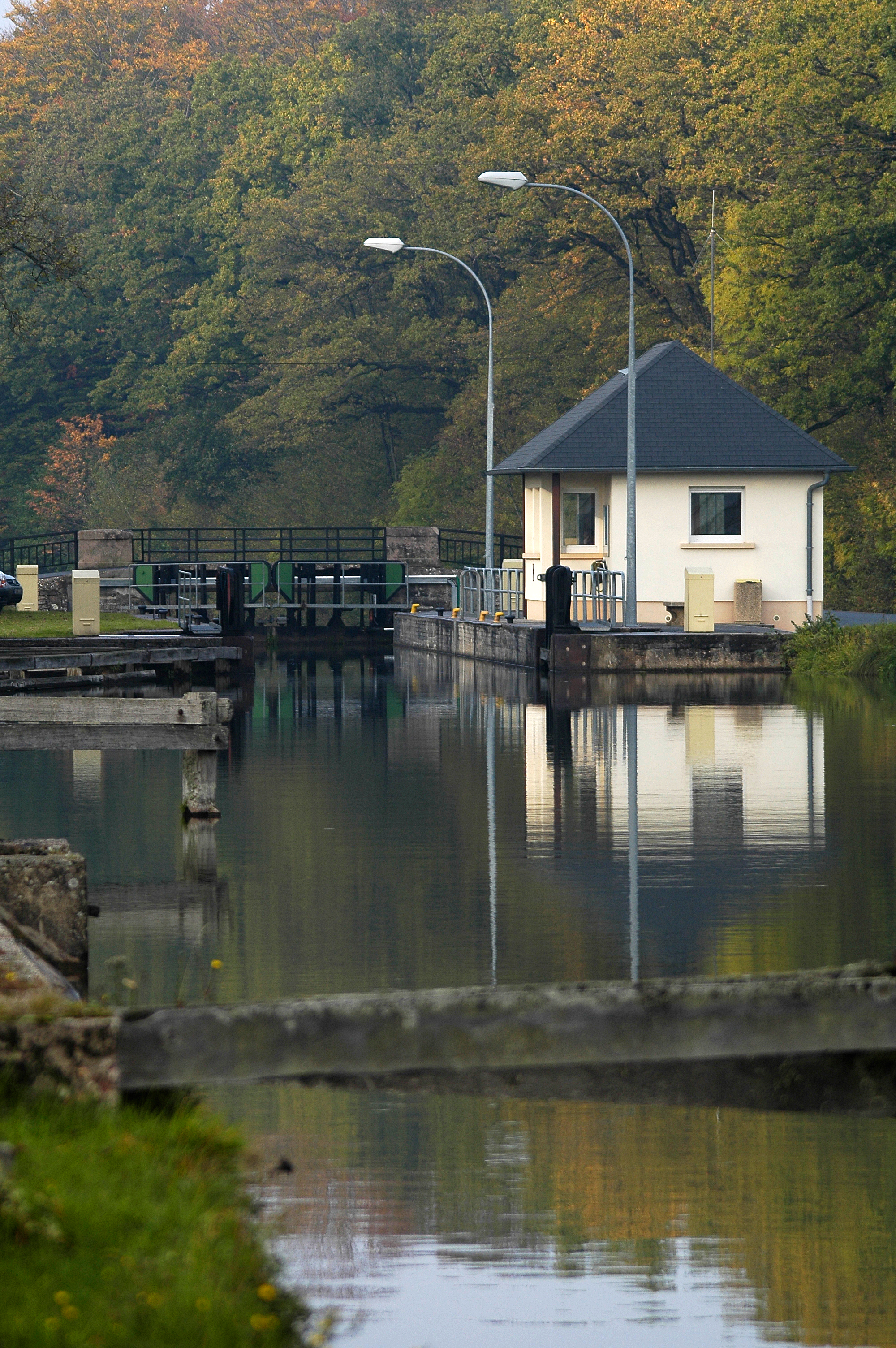
Schleuse Nummer 1 im Saarkanal

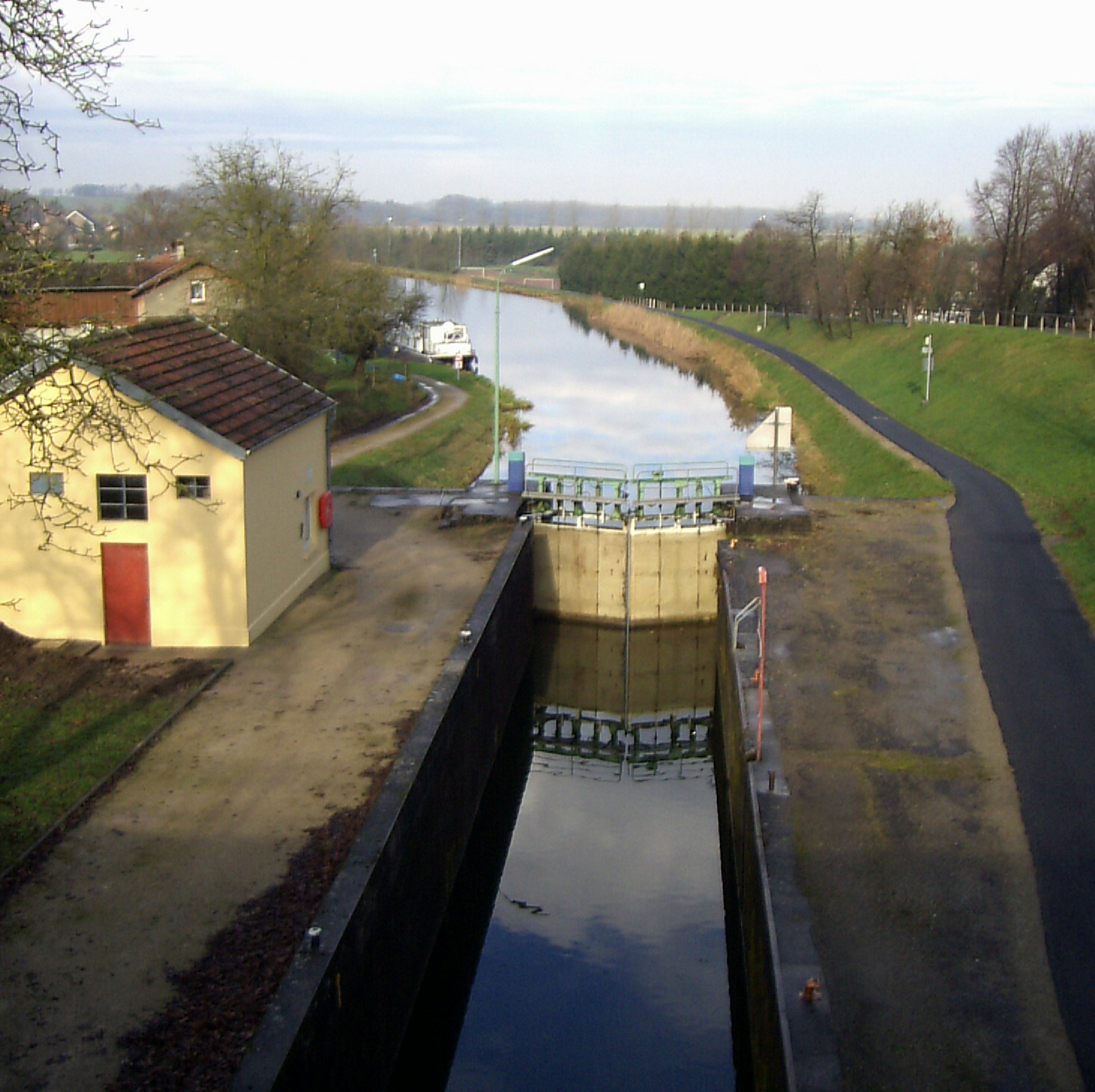
Schleuse bei Harskirchen am Abstieg zum Saartal

Der Saarkanal (früher auch: Saar-Kohlen-Kanal, französisch Canal des Houillères de la Sarre) ist ein Schifffahrtskanal, der in der französischen Region Grand Est verläuft.
Er verbindet den Canal de la Marne au Rhin (dt.: Rhein-Marne-Kanal) mit der kanalisierten Saar. Über Mosel und Rhein sind die Industriezentren an der Nordsee-Küste angebunden.

## Verlauf und technische Infrastruktur
Der Kanal zweigt bei Gondrexange vom Canal de la Marne au Rhin an dessen Scheitelhaltung im Étang de Gondrexange (deutsch Gunderchinger Weiher, 700 ha) ab. Dieser Weiher dient beiden Kanälen als Wasserreservoir.
Nach Passieren der Schleuse Nr. 1 bei Diane-Capelle durchquert der Kanal auf einem Damm den Étang du Stock (deutsch Stockweiher, 750 ha), anschließend führt er westlich am Grand Étang de Mittersheim (deutsch Mittersheimer Weiher, 220 ha) vorbei. Beide Weiher dienten ursprünglich ausschließlich der Wasserversorgung des Saarkanals, werden heute aber zusätzlich auch touristisch genutzt. Am Hafen von Mittersheim existiert noch ein kurzes Stück des geplanten, aber nie zu Ende gebauten Canal des Salines de l’Est. Hinter Mittersheim windet sich der Kanal in drei großen Bögen aus dem Waldgebiet heraus ins Saartal hinab. Vor Sarralbe überquert er den Fluss Albe auf einer 45 Meter langen Kanalbrücke. Ab Herbitzheim läuft der Saarkanal in Sichtweite parallel zur Saar. In Sarreguemines mündet er nach 65 Kilometern in die kanalisierte Saar.
Es handelt sich im oberen Abschnitt um einen Kanal vom Typus Verbindungskanal, nach Erreichen des Saartales um einen Seitenkanal. Er überwindet einen Höhenunterschied von 73 Metern mit Hilfe von 27 Schleusen, die für Schiffe der Normgröße Freycinet dimensioniert sind.

### Koordinaten
- Ausgangspunkt des Kanals: 48° 42′ 1″ N, 6° 54′ 35″ OKoordinaten: 48° 42′ 1″ N, 6° 54′ 35″ O
- Endpunkt des Kanals: 49° 6′ 9″ N, 7° 4′ 37″ O

### Durchquerte Départements
- Moselle
- Bas-Rhin

### Orte am Kanal
- Diane-Capelle
- Mittersheim
- Harskirchen
- Sarralbe
- Herbitzheim
- Wittring
- Zetting
- Sarreinsming
- Rémelfing
- Sarreguemines

## Geschichte
Unter Napoleon I. begründete im Jahre 1806 ein kaiserliches Dekret die Kanalisierung der Saar, mit dem Ziel, Saarkohle nach Frankreich zu transportieren. Rechtsgrundlage für den Bau des Saarkanals war der Staatsvertrag von 1861 zwischen Preußen und Frankreich zur Herstellung einer schiffbaren Verbindung zwischen den Steinkohlengruben im Saarbrücker Revier und dem 1853 fertiggestellten Rhein-Marne-Kanal. Der Kanal sollte vornehmlich den Transport von Steinkohle aus den preußischen Gruben nach dem Elsass und ins Innere Frankreichs, wie auch den Transport von Eisenerz aus Lothringen zu den Hüttenwerken an der Saar erleichtern.
Die Umsetzung des Staatsvertrages von 1861 erfolgte durch die Kanalisierung der Saar von Sarreguemines bis Luisenthal und den Bau eines völlig neuen Kanals zwischen Sarreguemines und Gondrexange. Der Bau erfolgte in den Jahren 1862 bis 1866. Nach dem Deutsch-Französischen Krieg von 1870/71 kam der Kanal auf gesamter Länge zum Deutschen Reich. Die preußische Regierung ließ die Kanalisierung der Saar in den Jahren 1875 bis 1879 um weitere 17,5 km bis Ensdorf verlängern. Die Kanalbrücke von Sarralbe, 1867 erbaut, ist eine der ersten Stahlbrücken in Frankreich. Ihr Modell wurde auf der Weltausstellung von 1867 in Paris ausgestellt. Sie diente vielen anderen Kanalbrücken als Modell, auch der berühmten Kanalbrücke von Briare über die Loire, die 20 Jahre später gebaut wurde.

## Wirtschaftliche Bedeutung
In seiner Blütezeit im 19. Jahrhundert bis Mitte des 20. Jahrhunderts wurde der Kanal überwiegend zum Transport von Steinkohle zu Berg und Eisenerz zu Tal genutzt. Von den beim Bau des Kanals angelegten Verladestellen wurden Kleinblittersdorf, Luisenthal, Wehrden, Hostenbach und Ensdorf nur wenig oder gar nicht in Anspruch genommen und die gesamte Kohleverschiffung der Saargruben nutzte später den Hafen Malstatt, der von vornherein auch Eisenbahnanschluss erhalten hatte. Eisenerz wurde an den Hüttenentladestellen in Brebach, Burbach und Völklingen entladen. Nach der Eröffnung der Bahnstrecke Sarreguemines–Sarrebourg 1869 verlagerte sich ab 1873 der Transport der Kohle zunehmend auf die Schiene und die Bedeutung des Kanals für den Güterverkehr ging zurück. Seit Mitte des 20. Jahrhunderts hat er seine Bedeutung für den Güterverkehr fast vollständig verloren. Dafür hat seine Bedeutung für die Freizeitschifffahrt mit Sport- und Hausbooten seitdem erheblich zugenommen. Der Kanal führt durch den Regionalen Naturpark Lothringen und meist durch Wald und ländliche Gebiete. Beide Strecken-Varianten der sogenannten Kleinen Sauerkrauttour führen über den Saarkanal. Seit etwa 2003 wird der Saarkanal gezielt für den Tourismus ausgebaut. So wurde in Mittersheim ein neuer Freizeithafen mit Frischwasser- und Stromanschlüssen gebaut und an einigen Stellen Anlegeplätze für Sportboote eingerichtet. Seit 2005 wird an der Automatisierung der bisher manuell betriebenen Schleusen gearbeitet.

### Kanal- und Radwegenetz
Wie beim französischen Kanalnetz allgemein üblich, wurde auch der Saar-Kanal zur Voraussetzung für einen viel frequentierten Radweg.
Der Treidelpfad neben dem Kanal ist in den letzten Jahren mit Mitteln der Europäischen Union, dem Regionalrat und den Gemeinden zu einem größtenteils gut asphaltierten Fahrradweg ausgebaut worden. In Sarreguemines hat dieser Radweg Anschluss an das saarländische Radwegenetz:
- nach Norden an den Saarradweg, der die Saar bis zu ihrer Mündung in die Mosel begleitet,
- nach Nordosten an den Glan-Blies-Radweg, der die Blies und den Glan begleitet bis zur Mündung in die Nahe bei Staudernheim.

Bei Gondrexange hat man Anschluss entlang des Rhein-Marne-Kanals nach Straßburg und in westlicher Richtung zur Mosel.

## Film
- Thomas Stadler: Die Saar – ein Fluss und seine Geschichte. SWR, 90 Min (In der swr-Mediathek)